# Distrito de Kishanganj
Kishanganj (en bihari; किशनगंज जिला) es un distrito de India en el estado de Bihar. Código ISO: IN.BR.KI.
Comprende una superficie de 1 884 km².
El centro administrativo es la ciudad de Kishanganj.

## Demografía
Según censo 2011 contaba con una población total de 769 439 habitantes.